# Машакали
Машакали (Caposho, Cumanasho, Macuni, Maxakalí, Monaxo, Monocho) — машакалийский язык, на котором говорят в 14 деревнях в 160 км вглубь от побережья в штате Минас-Жерайс в Бразилии.

## Диалекты
Джон Альден Мэйсон выделил шесть разновидностей языка машакали, но все машакали-подобные диалекты вымерли:
- Машакали
- Капошо†
- Куманашо†
- Макони (макуни)†
- Моношо (монашо, моночо)†
- Паньяме†

## Фонология

### Гласные
|                | Передний ряд | Средний ряд | Задний ряд |
| -------------- | ------------ | ----------- | ---------- |
| Верхний подъём | i, ĩ         | ɯ, ɯ̃        | ɯ, ɯ̃       |
| Средний подъём | ɛ, ɛ̃         |             | o, õ       |
| Нижний подъём  |              | a, ã        |            |

### Согласные
|           | Губ.-губ. | Альвеоляр. | Палат. | Веляр. | Глот. |
| --------- | --------- | ---------- | ------ | ------ | ----- |
| Взрыв.    | p         | t          |        | k      | ʔ     |
| Нос.      | m ~ b     | n ~ d      |        | ɡ ~ ŋ  |       |
| Фрикатив. |           | ʃ          | j ~ ʒ  |        | h     |